# Franz Kassecker
Die Franz Kassecker GmbH (Eigenschreibweise: Franz KASSECKER GmbH) ist ein deutsches Bauunternehmen mit Sitz in Waldsassen in Bayern. Das Unternehmen ist in den Bereichen Tief- und Rohrleitungsbau, Bahn- und Ingenieurbau, Hoch- und Industriebau und Stahl- und Metallbau sowie in der Projektentwicklung tätig. Das Unternehmen gehört zur K-Holding GmbH. Im Geschäftsjahr 2020 erzielte die K-Holding GmbH einen Umsatz von 114 Millionen Euro; bei allen Tochtergesellschaften waren mehr als 700 Mitarbeiter beschäftigt (Stand: 09/2022).

## Geschichte

### Gründung und Aufstieg

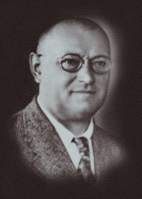
Fotografie des Gründers Franz Kassecker 1902

Das Bauunternehmen wurde 1902 vom Baumeister Franz Kassecker gegründet. Im Jahre 1931 nahm er seinen Neffen Emil Engel in das Unternehmen mit auf. In den 1930er Jahren vergrößerte sich die Bautätigkeit wesentlich und es wurden Bunker und sonstige Grenzbefestigungen sowohl im Osten als auch im Westen von Deutschland errichtet.

### 1930 bis 1945
Um Straßenbauaufträge der Organisation Todt im besetzten Polen bewältigen zu können, ging das gleichfalls in Waldsassen ansässige Bauunternehmen Bergauer Anfang der 1940er Jahre eine Arbeitsgemeinschaft mit Kassecker ein (Bergauer & Kassecker). Diese Arbeitsgemeinschaft war am Bau der Durchgangsstraße IV in der besetzten Ukraine beteiligt, welcher seit Anfang 1942 mithilfe jüdischer Zwangsarbeiter aus dem Arbeitslager Hluboczek durchgeführt wurde, die von der SS zur Verfügung gestellt wurden. Nach dem Krieg löste sich die Arbeitsgemeinschaft wieder auf und es erfolgte der Wiederaufbau der Firma Kassecker ab 1945.

### 1946 bis 1999
In den Jahren 1978 bis 1983 wurden die Bereiche Kanalbau und Gasleitungsbau in das Arbeitsprogramm aufgenommen und der Bereich „schlüsselfertiges Bauen“ etabliert. Die Bilfinger + Berger Bauaktiengesellschaft aus Mannheim erwarb 1991 die Mehrheit bei der Franz Kassecker GmbH.

### 2000 bis 2009
Im Jahr 2002 feierte das Unternehmen 100-jähriges Bestehen seit der Gründung 1902. Seit dem Jahr 2003 ist das Unternehmen an Aufträgen der Deutschen Bahn AG beteiligt und erwarb 2005 die Mehrheitsbeteiligung an dem tschechischen Unternehmen Stamoza s.r.o. mit Sitz in Cheb. In Wiesau wurde 2006 eine Betriebsstätte für Stahl- und Metallbau gegründet. Von 2008 bis 2010 führte Kassecker den Umbau des Essener Hauptbahnhofes aus. Das Auftragsvolumen umfasste rund 13 Millionen Euro.

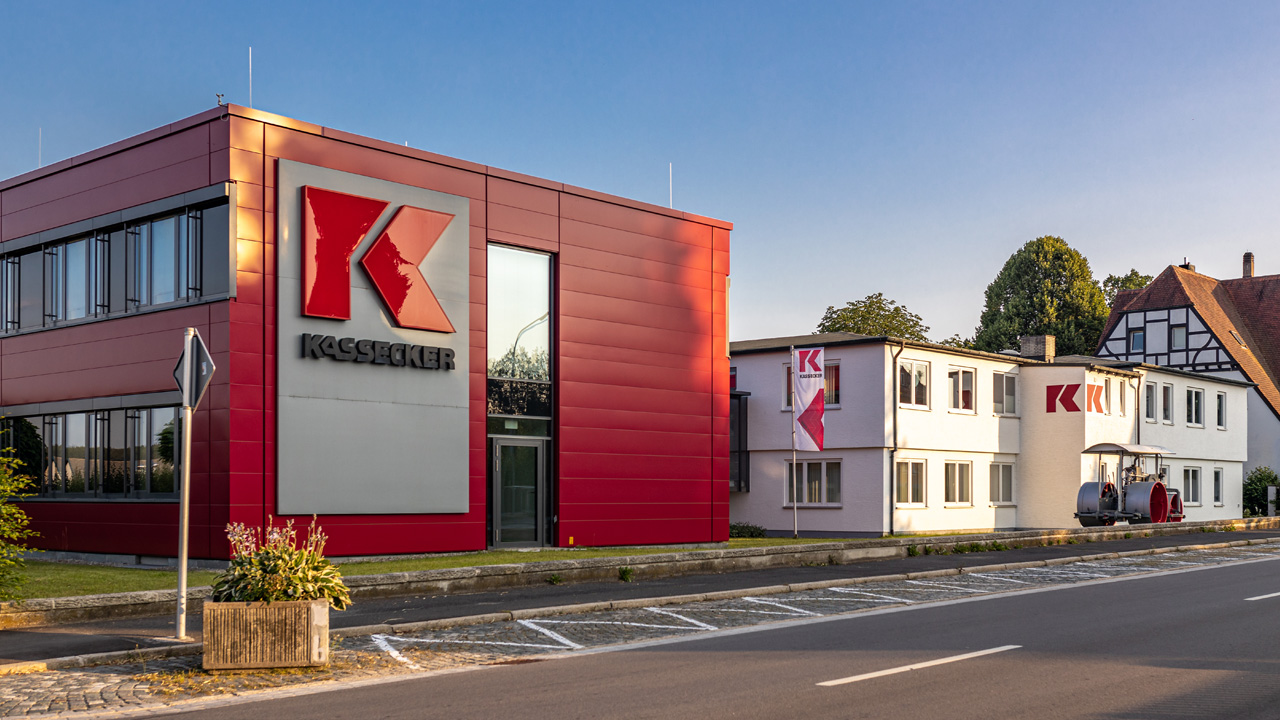
Verwaltungsgebäude K1 und K2

### 2010 bis heute

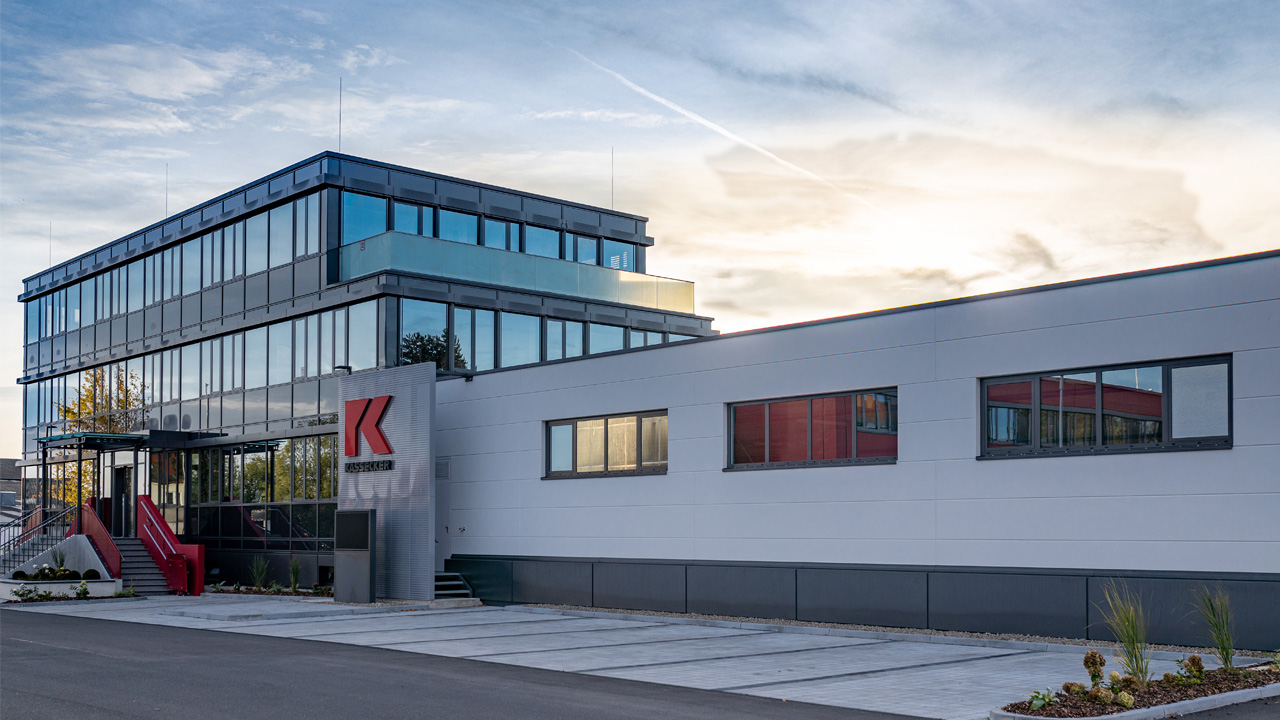
Firmengebäude K4 mit Ausbildungszentrum und Lehrwerkstatt

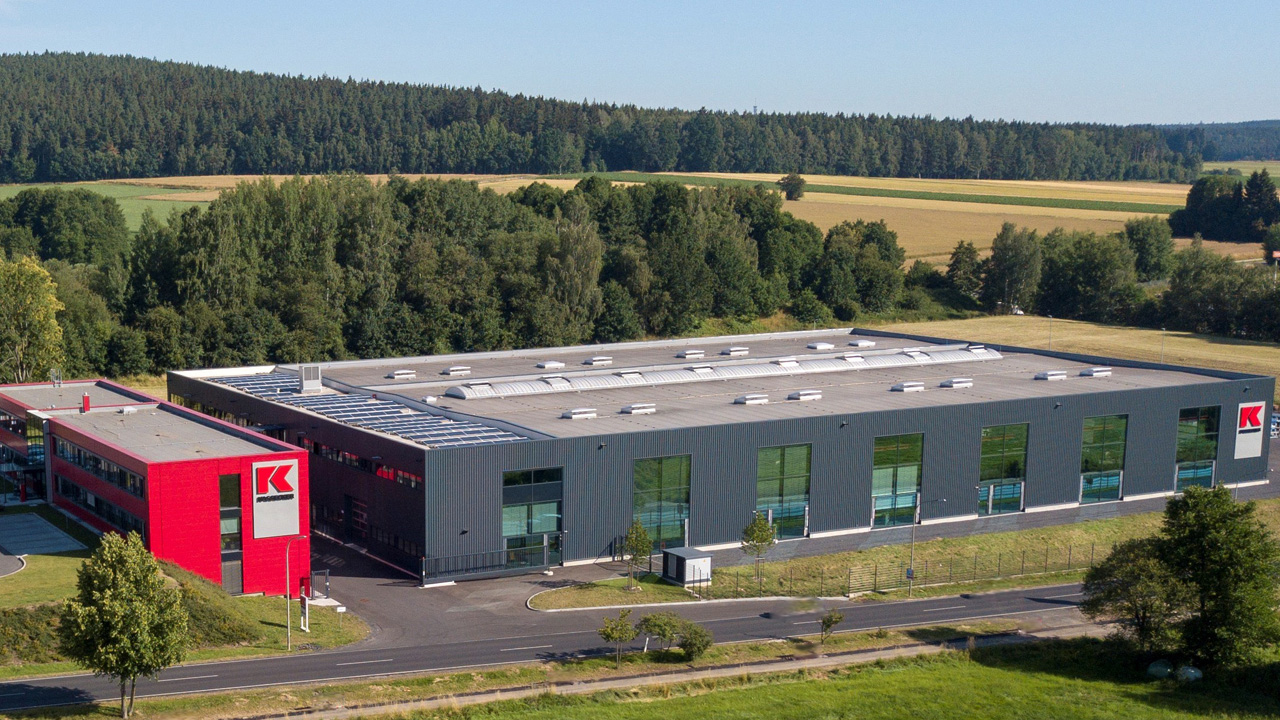
Firmengebäude der Kassecker Stahl- und Metallbau GmbH mit Verwaltung und Produktionshallen

Im Jahr 2010 erwarben vier langjährige Führungskräfte Kassecker zu 100 %. Die Bürogebäude am Standort Waldsassen wurden im folgenden Jahr erweitert. Im Jahr 2012 wurde eine Geschäftsstelle in München eröffnet. Für den Bereich Stahl- und Metallbau wurden mit einer Investitionssumme von rund 8,5 Millionen Euro ein Bürogebäude und eine Produktionshalle neu errichtet, wobei 2016 der finale Umzug nach Waldsassen erfolgte. Die Bauunternehmung Ferdinand Tausendpfund aus Regensburg wurde 2020 Mitglied von Kassecker. Im Jahr 2020 wurde mit dem Bau eines eigenen Ausbildungszentrums begonnen und 2021 abgeschlossen. Die Lehrwerkstatt dient dabei vorrangig zur Ausbildung der gewerblichen Berufe. 2022 feierte das Unternehmen 120-jähriges Jubiläum mit einem „Tag der offenen Tür“.

## Leistungen und Tätigkeitsspektrum

### Hoch- und Industriebau
Die Leistungen des Hoch- und Industriebaus reichen vom Rohbau, über den erweiterten Rohbau bis zur Abwicklung als Generalunternehmer im Schlüsselfertigbau. Dabei wird der Kunde über die verschiedenen Projektphasen begleitet: Planung, Ausführung und Nutzung der Bauwerke. Die Projekte umfassen die Bereiche Industrie und Verwaltung, Handel und Gewerbe, Wohnen und Leben sowie Gesundheit und Wellness.

### Tief- und Rohrleitungsbau
Das Leistungsspektrum des Tief- und Rohrleitungsbau umfasst den allgemeinen Erd- und Tiefbau, die Verlegung von Fernwärme-, Gas- und Wasserleitungen, sowie den Kabelleitungstiefbau und Kanalbau. Durch Planung und qualitative Ausführung der Leistungen, unter Berücksichtigung der spezifischen Gegebenheiten vor Ort, erschließt das Unternehmen sowohl für private als auch für öffentliche Auftraggeber.

### Bahn- und Ingenieurbau
Das Unternehmen arbeitet als Auftragnehmer der Deutschen Bahn deutschlandweit an der Erneuerung und am barrierefreien Ausbau der Bahnhöfe und Haltepunkte. Das Spektrum des Bahnbaus umfasst den Bahnsteigbau, den Bau von Personenunterführungen, Personen- und Straßenüberführungen, den Bau von Zuwegungen, Vorplätzen, Treppen- und Aufzugsanlagen sowie Entwässerungs- und Kabeltiefbauarbeiten. Der Bereich des Ingenieurbaus bezieht sich auf den Bau und die Erneuerung von Brücken. Die Spezialtiefbauarbeiten umfassen unter anderem Verbauarbeiten, Bohrpfahlarbeiten und Gründungsarbeiten.

### Stahl- und Metallbau
Im Bereich des Stahl- und Metallbaus verfügt das Unternehmen über eine eigene Produktion am Firmenstandort in Waldsassen. Zum Portfolio zählt neben dem Stahlbau mit Stahlfassaden und dem konstruktiven Stahlbau auch die Elementfassade. Des Weiteren umfasst das Tätigkeitsfeld den Bau und die Entwicklung von Fenster, Türen und Sonderkonstruktionen.

### Projektentwicklung
Die Leistungen der Projektentwicklung umfassen Grundstücksbeschaffung, Akquisitionsmanagement, Machbarkeitsstudien, Wirtschaftlichkeitsanalysen, Kapitalbeschaffung, Management, Konzeption, Planung, Realisierungsmanagement sowie die gesamte Vermarktung.

## Unternehmensstruktur
Die Franz Kassecker GmbH ist Teil einer Holding (K-Holding GmbH), wozu neben der Kassecker Stahl- und Metallbau GmbH auch die Kassecker Projekt GmbH zählen. Weitere Schwesterunternehmen sind die Döring Stahlbau GmbH in Crimmitschau und die Ferdinand Tausendpfund GmbH in Regensburg.

## Auszeichnungen
- 2008: „Unternehmen des Monats“ März 2008 des Regionalmarketing Oberpfalz
- 2021: Auszeichnung in Anerkennung besonderer Dienste in der Berufsausbildung 2021 der IHK Regensburg für Oberpfalz/Kelheim
- 2023: Auszeichnung mit dem Siegel „Top Company 2023“ des Arbeitgeberbewertungsportals kununu[23]